# Полк (округ, Джорджия)
Полк (англ. Polk County) — округ штата Джорджия, США. Население округа на 2000 год составляло 38 127 человек. Административный центр округа — город Сидартаун.

## История
Округ Полк основан в 1851 году.

## География
Округ занимает площадь 805.5 км2.

## Демография
Согласно Бюро переписи населения США, в округе Полк в 2000 году проживало 38 127 человек. Плотность населения составляла 47.3 человек на квадратный километр.